# Cyrtocamenta ovampoensis
Cyrtocamenta ovampoensis är en skalbaggsart som beskrevs av Louis Albert Péringuey 1904. Cyrtocamenta ovampoensis ingår i släktet Cyrtocamenta och familjen Melolonthidae. Inga underarter finns listade i Catalogue of Life.